# Teresa De Gubernatis
Teresa De Gubernatis (Torino, 1832 – Roma, 1893) è stata una pedagogista italiana.

## Biografia
Prima degli undici figli di Giovanni Battista De Gubernatis, fu seguita dal padre nella sua educazione fino al 1848 quando entrò alla scuola di metodo fondata a Torino da Ferrante Aporti. Terminata la scuola iniziò ad insegnare nella scuola elementare fondata dall'Aporti dove restò fino al 1853 quando fondò con il padre e i fratelli una scuola femminile che diresse fino al 1858 quando si fuse con altra scuola fondata da un allievo dell'Aporti.
Quell'anno sposò il giornalista Michele Mannucci ed iniziò un'intensa attività di pubblicista in ambito pedagogico sulle riviste La Scienza pratica , La Famiglia, L'Economia domestica e Istruzione e civiltà, rivista che aveva fondato con il marito. Dopo la morte del marito riprese le attività nella scuola dirigendo scuole a FIrenze e Roma; fu presidente della Società per l'istruzione superiore della donna,
Attiva femminista ante litteram promosse la costruzione di licei e scuole femminili.